# 埃斯科韋多將軍鎮
埃斯科韋多將軍鎮是墨西哥的城市，由新萊昂州負責管轄，位於該國北部，始建於1604年4月25日，面積207平方公里，海拔高度510米，主要經濟活動有製造業、服務業、農業和畜牧業，2005年人口299,364。

## 外部連結
- Municipio de General Escobedo（页面存档备份，存于） Official website

25°47′36″N 100°9′30″W / 25.79333°N 100.15833°W